# Actia completa
Actia completa är en tvåvingeart som beskrevs av Malloch 1930. Actia completa ingår i släktet Actia och familjen parasitflugor. Inga underarter finns listade i Catalogue of Life.